# Mesochorus aculeus
Mesochorus aculeus là một loài tò vò trong họ Ichneumonidae.